# Litoria pallida
A Litoria pallida a kétéltűek (Amphibia) osztályának békák (Anura) rendjébe, a Pelodryadidae családba, azon belül a Pelodryadinae alcsaládba tartozó faj.

## Előfordulása
A faj Ausztrália endemikus faja. Természetes élőhelye a szubtrópusi vagy trópusi száraz erdők, szubtrópusi vagy trópusi időszakosan nedves vagy elárasztott síkvidéki rétek, időszakos édesvizű mocsarak.